# Розвелл (Джорджія)
Розвелл (англ. Roswell) — місто (англ. city) в США, в окрузі Фултон штату Джорджія. Населення — 92 833 особи (2020).

## Географія
Розвелл розташований за координатами 34°2′22″ пн. ш. 84°21′3″ зх. д. / 34.03944° пн. ш. 84.35083° зх. д. (34.039453, -84.350946).  За даними Бюро перепису населення США в 2010 році місто мало площу 108,80 км², з яких 105,47 км² — суходіл та 3,33 км² — водойми.

### Клімат
| Клімат : Розвелл      | Клімат : Розвелл | Клімат : Розвелл | Клімат : Розвелл | Клімат : Розвелл | Клімат : Розвелл | Клімат : Розвелл | Клімат : Розвелл | Клімат : Розвелл | Клімат : Розвелл | Клімат : Розвелл | Клімат : Розвелл | Клімат : Розвелл | Клімат : Розвелл |
| Показник              | Січ.             | Лют.             | Бер.             | Квіт.            | Трав.            | Черв.            | Лип.             | Серп.            | Вер.             | Жовт.            | Лист.            | Груд.            | Рік              |
| Середній максимум, °C | 9,6              | 11,9             | 16,9             | 21,9             | 25,8             | 29,4             | 30,8             | 30,5             | 27,4             | 22,1             | 16,8             | 11,5             | 21,2             |
| Середній мінімум, °C  | −2,3             | −1,2             | 2,8              | 7,1              | 12,2             | 16,6             | 18,7             | 18,4             | 15,2             | 8,2              | 3,1              | −0,7             | 8,2              |
| --------------------- | ---------------- | ---------------- | ---------------- | ---------------- | ---------------- | ---------------- | ---------------- | ---------------- | ---------------- | ---------------- | ---------------- | ---------------- | ---------------- |
| Джерело:              |                  |                  |                  |                  |                  |                  |                  |                  |                  |                  |                  |                  |                  |

## Демографія
Згідно з переписом 2010 року, у місті мешкало 88 346 осіб у 33 945 домогосподарствах у складі 23 422 родин. Густота населення становила 812 особи/км².  Було 36344 помешкання (334/км²).
Расовий склад населення:
| - 74,7 % — білих - 11,7 % — чорних або афроамериканців - 4,0 % — азіатів - 0,3 % — корінних американців - 0,1 % — вихідців з тихоокеанських островів - 6,6 % — осіб інших рас |

До двох чи більше рас належало 2,5 %. Частка іспаномовних становила 16,6 % від усіх жителів.
За віковим діапазоном населення розподілялося таким чином: 25,5 % — особи молодші 18 років, 64,1 % — особи у віці 18—64 років, 10,4 % — особи у віці 65 років та старші. Медіана віку мешканця становила 37,6 року. На 100 осіб жіночої статі у місті припадало 97,2 чоловіків;  на 100 жінок у віці від 18 років та старших — 94,0 чоловіків також старших 18 років.
Середній дохід на одне домашнє господарство  становив 112 889 доларів США (медіана — 82 150), а середній дохід на одну сім'ю — 133 595 доларів (медіана — 104 134). Медіана доходів становила 63 534 долари для чоловіків та 50 723 долари для жінок. За межею бідності перебувало 9,3 % осіб, у тому числі 15,4 % дітей у віці до 18 років та 4,6 % осіб у віці 65 років та старших.
Цивільне працевлаштоване населення становило 48 935 осіб. Основні галузі зайнятості: науковці, спеціалісти, менеджери — 21,7 %, освіта, охорона здоров'я та соціальна допомога — 16,1 %, мистецтво, розваги та відпочинок — 11,1 %, фінанси, страхування та нерухомість — 10,5 %.